# Architects
Az Architects brit metalcore zenekar az angliai Brightonból. 2004-ben alapította a zenekart a Searle testvérpár: Dan és Tom Searle. Jelenleg 5 tagból áll az együttes: Sam Carter (ének), Dan Searle (dob), Alex Dean (basszusgitár), Adam Christianson (gitár), Josh Middleton (gitár). 
Zenéjükre több híres zenekar is nagy hatással volt, például a The Dillinger Escape Plan. Első 3 albumuk inkább a kaotikus, kemény és ritmikailag komplex zenei stílus irányában készült, a 2011-ben megjelenő The Here and Now album azonban már inkább melodikus stílusú volt, melynek köszönhetően a zenekartól sok rajongó elidegenült. Egy évvel később, 2012-ben a zenekar visszatért gyökereihez a Daybreaker című albumukkal. Az ebben az albumban hallható dalszövegek erősen bírálják a politikát. A zenekarnak az áttörő sikert a 2014-ben megjelent, 6. albumuk, a Lost Forever // Lost Together hozta meg, ezzel nyerte el az együttes a szakma elismerését, és ez hozta meg a népszerűséget is. 
Nem sokkal az All Our Gods Have Abandoned Us című album megjelenése után, 2016-ban a zenekar alapító tagja és korábbi gitárosa, Tom Searle tragikus körülmények között elhunyt. 2017 szeptemberében az együttes kiadta a Doomsday című dalukat, amely az utolsó volt, melyen Tom dolgozott halála előtt. A 2018-ban kiadott Holy Hell című album volt az első, amelyet a zenekar Tom nélkül vett fel. A jelenlegi legfrissebb albumuk 2021 februárjában jelent meg For Those That Wish to Exist címmel.

## Tagok

### Jelenlegi
- Dan Searle – dob, ütőhangszer
- Sam Carter – ének
- Alex "Ali" Dean – basszusgitár, billentyűk
- Adam Christianson – gitár, vokál
- Josh Middleton – gitár

### Korábbi
- Tim Lucas – basszusgitár (2004–2006)
- Matt Johnson – ének (2004–2007)
- Tim Hillier-Brook – ritmusgitár (2004–2012)
- Tom Searle – gitár, billentyűk (2004–2016; 2016-ban elhunyt)

## Diszkográfia
- Nightmares (2006)
- Ruin (2007)
- Hollow Crown (2009)
- The Here and Now (2011)
- Daybreaker (2012)
- Lost Forever // Lost Together (2014)
- All Our Gods Have Abandoned Us (2016)
- Holy Hell (2018)
- For Those That Wish to Exist (2021)
- The classic symptoms of a broken spirit (2022)